# Armi Kuusela
Armi Helena Kuusela (ur. 20 sierpnia 1934 w Muhos) – fińska działaczka charytatywna, modelka i królowa piękności.
W 1952 wygrała fiński konkurs piękności Suomen Neito, co wiązało się z wyjazdem do Stanów Zjednoczonych na pierwszy konkurs piękności Miss Universe. Została zwyciężczynią konkursu Miss Universe 1952.
Znalazła się na 66. miejscu Suuret suomalaiset - listy 100 najwybitniejszych Finów.